# Gormenghast
Gormenghast je fiktivní hrad gigantických rozměrů, který je dějištěm série fantasy knih, jejichž autorem je Mervyn Peake.
Názvem Gormenghast se označuje i celý tento cyklus knih, i když pouze v prvních dvou dílech se děj odehrává na tomto hradě.
Peake celou řadu napsal jako životní příběh hlavního hrdiny Tita Žala.
Ale kvůli zhoršujícímu se zdraví stihl za svůj život dokončit jen tři první díly a povídku Boy in the Darkness.

## Styl
Série je obvykle řazena do žánru fantasy. V knihách nicméně nehrají žádnou roli magické elementy nebo jiné inteligentní rasy kromě lidí, což je pro vysokou fantasy nezvyklé. Gormenghast by se dala zařadit i pod žánr groteska s prvky gotického románu a surrealismu.
Série Gormenghast je méně zaměřena na ústředního protagonistu než mnoho jiných románů. Ačkoli Titus je často považován za hlavní postavu, příběh silně ovlivňují i další obyvatelé hradu. Samotné prostřední, hrad a jeho sociální struktura by se daly popsat jako ústřední pro celou sérii.

## Prostředí
Gormenghast je hrabství, kterému dominuje stejnojmenný hrad. Od nepaměti tu vládne rod Žalů. Není nikdy plně vysvětleno, jestli se hrabství nachází v našem světě nebo v jiném. Od zbytku světa ho odděluje nehostinné prostřední na každé jeho straně. Na severu jsou bažinaté pustiny, na jihu jsou solné močály a za nimi pravděpodobně oceán, na východě jsou tekuté písky a moře a na západě nekonečné skály. Na západ od hradu také leží obří hora Gormenghast. Vzhledem k tomu, že oblast je obklopena ze tří stran vodou, stává se, že je celá zaplavena, jak je popsáno ve druhé knize.
V centru hrabství je obrovský pustý hrad, jehož zbývající obyvatelé zasvětili svůj život rituálům kolem vládnoucí rodiny Žalů. Dominantou rozpadajícího se hradu je nejvyšší věž obývaná sovami. Hrad je tak obrovský, že většina obyvatel z něj nevychází s výjimkou některých obřadů.
Je sice naznačeno, že hrad udržuje nějaké kontakty s okolním světem, opakujícím tématem je však jeho stagnace a časově náročné a zbytečné rituály, které obyvatelé pravidelně provádějí, ačkoliv jejich původ a účel je dávno zapomenutý. Hrad Gormenghast je v ostrém kontrastu s živým a technologicky vyspělým městem, kde se odehrává třetí kniha.

## Knihy
- Titus Žal (Argo 2004, ISBN 80-7203-600-9)
- Gormenghast (Argo 2005, ISBN 80-7203-654-8)
- Už jen Titus (Argo 2006, ISBN 80-7203-801-X)